# Fil d'Abalàkov

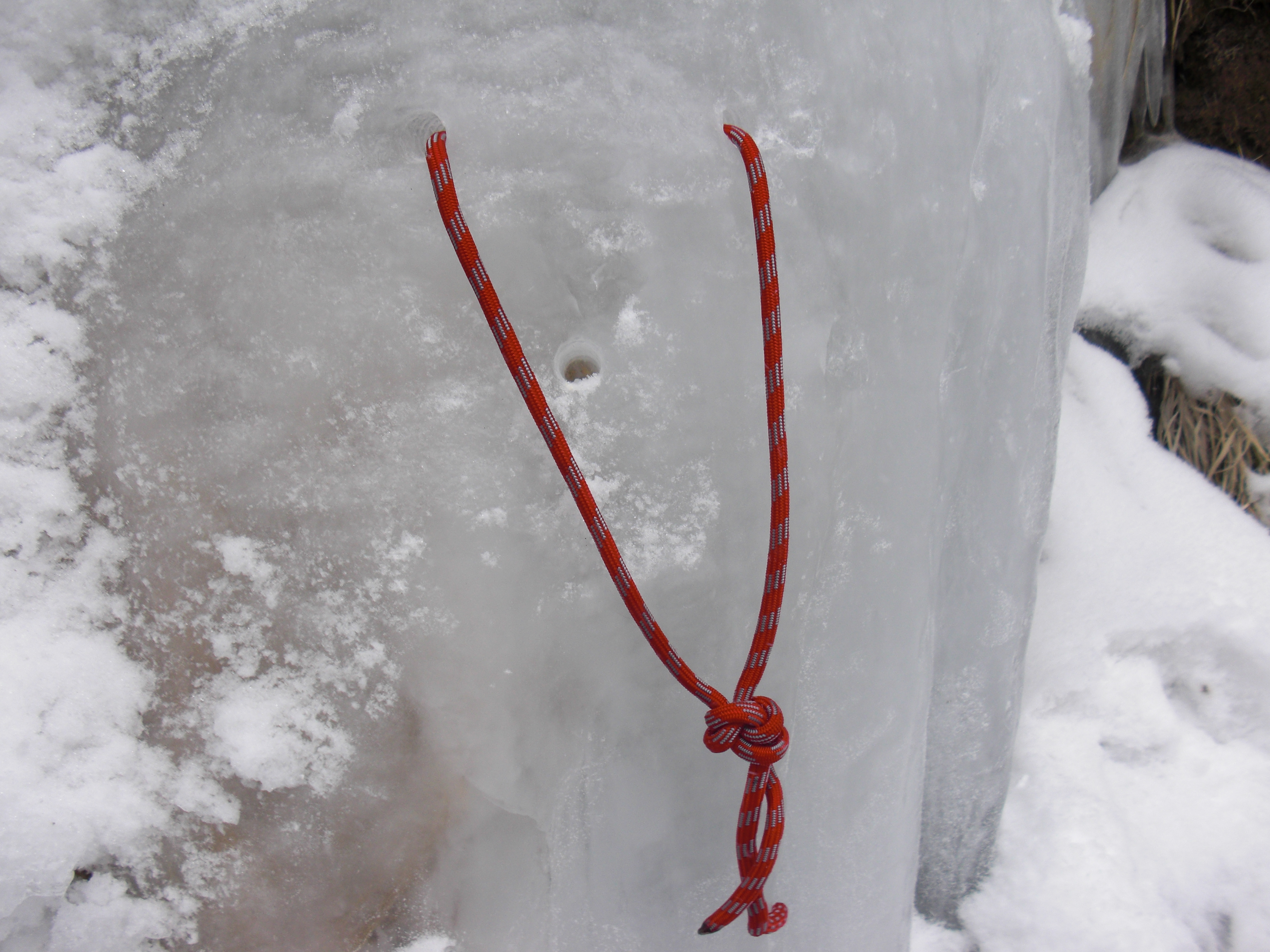
Fil d'Abalàkov

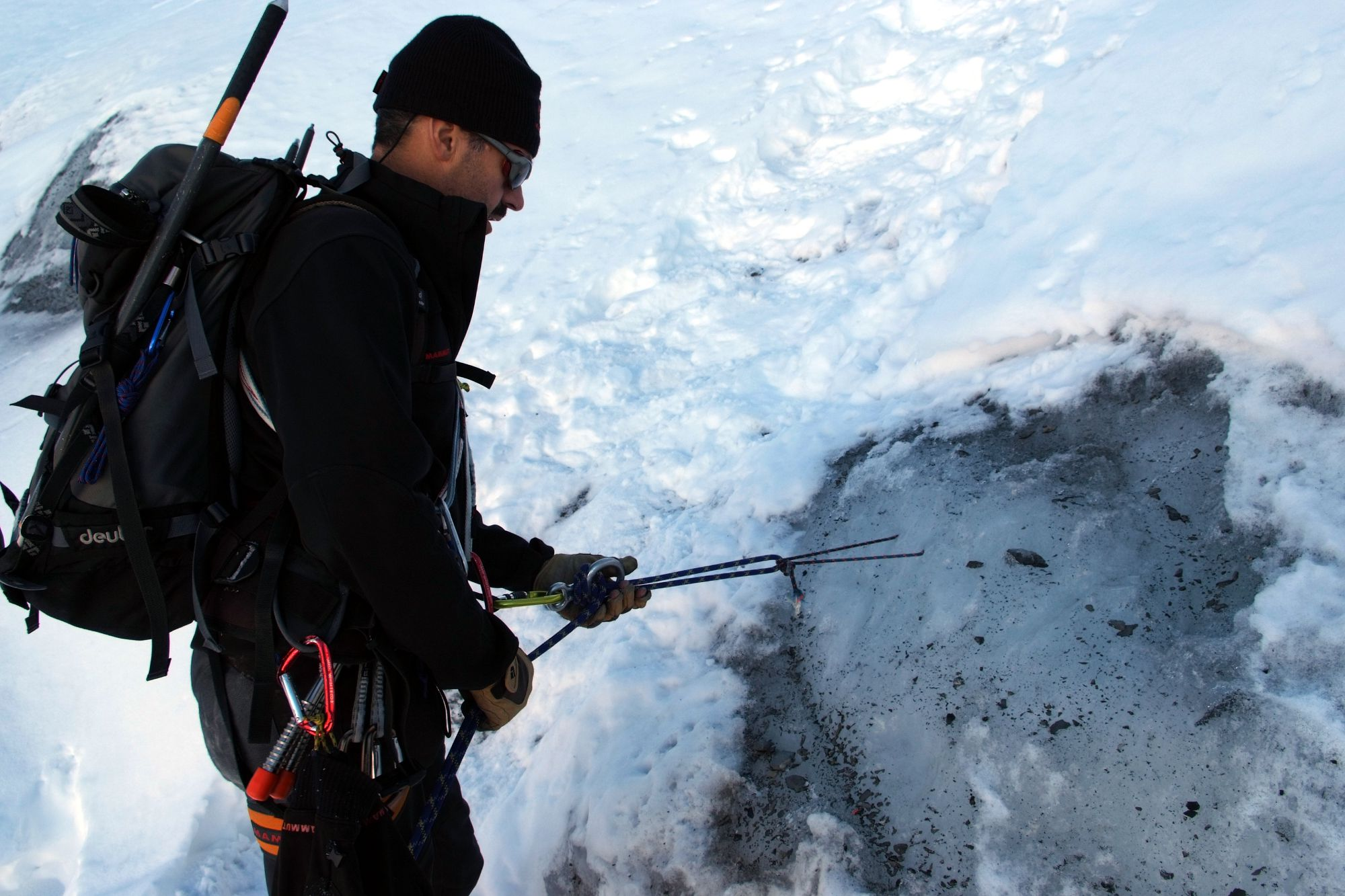
Ràpel d'un fil d'Abalàkov

El fil d'Abalàkov o fil en V, és un dispositiu de protecció en escalada de gel que rep el nom del seu inventor, l'escalador soviètic Vitali Abalàkov. El fil d'Abalàkov és un mètode típic de protecció en escalada de gel (assegurances, reunions i ràpels) perquè és fàcil de crear, no requereix l'abandonament de material costós, i pot ser molt segur si s'utilitza correctament. El fil d'Abalàkov és sovint utilitzat en multi-rutes d'escalada de gel. A causa de la seva seguretat i comoditat, és considerat una de les innovacions més significatives en el món de l'escalada de gel, tot expandint significativament l'abast de rutes possibles i la seguretat dels ràpels.
El fil d'Abalàkov es tracta d'un pont de gel que s'efectua realitzant, amb un cargol de gel, dos forats que s'intersequen als seus extrems, tot formant un canal en forma de “V”. Posteriorment, i amb l'ajut d'un ganxo, es passa un cordino (1–2 metres) al que finalment se li fa un nus de pescador. Aquest bucle és llavors utilitzat per a penjar la corda de ràpel. Cal realitzar els dos forats amb l'angle correcte (aproximadament 45-50 graus respecte de la superfície de gel), separats aproximadament 17–20 centímetres, i assegurar-se que interconnecten. Encara que el fil d'Abalàkov és considerat tan fort com qualsevol cargol de gel, sovint s'instal·la un cargol de gel de seguretat al primer ràpel, per evitar equivocacions en la creació del fil, i poder verificar la força de la instal·lació.
El fil d'Abalàkov només pot ser instal·lat en gel sòlid. Si el gel no és prou fort, és possible d'utilitzar dos Abalàkovs per equilibrar la força, tot i que en aquest cas, un ruta alternativa és fortament recomanada. Experiments fets el 2009 van mostrar que un arranjament dels forats en vertical, en comptes d'horitzontal, resulta en una protecció 12% més forta. Aquesta configuració ha estat anomenada "fil en A".